# Gary Ackerman

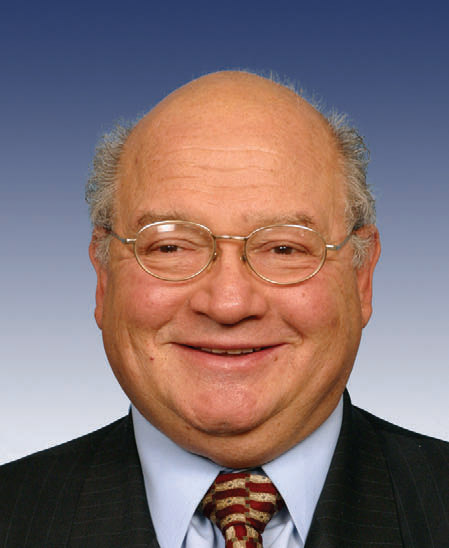
Gary Ackerman

Gary Leonard Ackerman, född 19 november 1942 i New York, är en amerikansk demokratisk politiker. Han var ledamot av USA:s representanthus 1983–2013.
Ackerman gick i skola i Brooklyn Technical High School. Han avlade 1965 kandidatexamen vid Queens College. Han studerade sedan vid St. John's University och arbetade därefter som lärare. Han var ledamot av delstatens senat 1979–1983.
Kongressledamot Benjamin Stanley Rosenthal avled 1983 i ämbetet. Ackerman vann fyllnadsvalet för att efterträda Rosenthal i representanthuset. Han omvaldes fjorton gånger.
Ackerman är judisk. Han och hustrun Rita har tre barn.